# Musaeum hermeticum
Musaeum hermeticum («Museo hermético») es un compendio de textos alquímicos publicado inicialmente en alemán, en Frankfurt, en 1625 por Lucas Jennis. Material adicional fue añadido para la edición en latín de 1678, que a su vez se reimprimió en 1749.
Su propósito era al parecer suministrar de una manera compacta una colección representativa de escritos alquímicos relativamente breves y menos antiguos; podría ser considerado como un suplemento a aquellos grandes almacenes de aprendizaje hermético tales como el Theatrum chemicum, o la Bibliotheca chemica curiosa de Jean-Jacques Manget. Parecía representar a una escuela diferente en alquimia, menos comprometida con el pasado y menos oscura que las obras de los más antiguos y tradicionales maestros alquímicos.
El título completo en latín es: Musaeum hermeticum, omnes sopho-spagyricae artis discipulos fidelissime erudiens, quo pacto summa illa veraque Medicina, quo res omnes, qualemcumque defectum patientes, instaurari possunt (quae alias Benedictus Lapis Sapientum appeilatur) inveniri ac haberi queat. Continens Tractatus chymicos novem praestantissimos quorum nomina & seriem versa pagella indicabit. In gratiam filiorum doctrinae, quibus Germanicum Idioma ignotum, in Latinum conversum ac juris publici factum. Francofurti, Sumptibus Lucae Jennisii. Anno M.D.C.XXV.